# Oedo
Oedo  är en ö i Sydkorea. Den ligger utanför ön Geojedo i provinsen Södra Gyeongsang, i den södra delen av landet, 300 km sydost om huvudstaden Seoul. Arean är 0,12 kvadratkilometer och den har 3 invånare.. Administrativt tillhör den Irun-myeon, en socken i stadskommunen Geoje. På ön ligger en botanisk trädgård skapad 1969 som är en stor turistattraktion.